# La Chapelle-Glain
La Chapelle-Glain – miejscowość i gmina we Francji, w regionie Kraj Loary, w departamencie Loara Atlantycka.
Według danych na rok 2010 gminę zamieszkiwały 822 osoby, a gęstość zaludnienia wynosiła 23 osoby/km².